# Union sportive municipale de Montargis
L'USM Montargis est un club omnisports français créé en 1883 et basé à Montargis dans le département du Loiret en région Centre-Val de Loire.

## Histoire
En 1883, l’Union sportive montargoise est fondée en tant que société omnisports.
En 1945, la société est renommée en « Union sportive municipale montargoise », formule bénéfique pour l’ensemble des diverses sections grâce à l’aide apportée par les municipalités successives.
En 2005, Cindy Gagnadoux remporte la Coupe de France de nage en eau libre avant que Johanne Laizeau ne réalise le triplé entre 2010 et 2012.
En 2016, la section de handball féminin remporte le championnat de Nationale 2.

## Palmarès
| Section       | Titres nationaux | Titres internationaux | Total |
| ------------- | ---------------- | --------------------- | ----- |
| Athlétisme    | 6                | 3                     | 9     |
| Badminton     |                  |                       |       |
| Basket Ball   |                  |                       |       |
| Boxe          |                  |                       |       |
| Cyclisme      |                  |                       |       |
| Cyclotourisme |                  |                       |       |
| Football      |                  |                       |       |
| Handball      | 1                |                       | 1     |
| Muay Thaï     |                  |                       |       |
| Natation      | 4                |                       | 4     |
| Plongée       |                  |                       |       |
| Rugby         |                  |                       |       |
| Sport Boules  |                  |                       |       |
| Tennis        |                  |                       |       |
| Volley Ball   |                  |                       |       |
| Total         | 11               | 3                     | 14    |

## Personnalités
- Salim Sdiri, athlète français spécialiste du saut en longueur, né en 1978.